# Ramallo (Buenos Aires)
Ramallo is een plaats in het Argentijnse bestuurlijke gebied Ramallo in de provincie Buenos Aires. De plaats telt 11.428 inwoners.